# Pongo pygmaeus wurmbii
El orangután de Borneo meridional (Pongo pygmaeus wurmbii) es una de las tres subespecies que existen del orangután de Borneo. Su población principal se establece principalmente por el sur de la isla de Borneo, dentro de Indonesia.
Warren et al. (2001) utilizó el control de la región del ADN mitocondrial en seis poblaciones de orangután de Borneo diferentes e identificado cuatro distintas subpoblaciones con diversidad regional y la agrupación geográfica particular:
(1) Kalimantan Meridional y Kalimantan Central

(2) Kalimantan Occidental y Sarawak

(3) Sabah

(4) Kalimantan Oriental
Pongo pygmaeus wurmbii se encuentra en el grupo (2).

## Albinismo
- Alba, la única orangutana albina del mundo. Vive en la Provincia de Borneo Central, Indonesia.